# Austroppia crozetensis
Austroppia crozetensis är en kvalsterart som först beskrevs av Ferdinand Richters 1908.  Austroppia crozetensis ingår i släktet Austroppia och familjen Oppiidae. Inga underarter finns listade.